# Сент-Джозеф (тауншип, округ Китсон, Миннесота)
Сент-Джозеф (англ. St. Joseph) — тауншип в округе Китсон, Миннесота, США. На 2000 год его население составило 57 человек.

## География
По данным Бюро переписи населения США площадь тауншипа составляет 116,6 км², из которых 116,0 км² занимает суша, а 0,6 км² — вода (0,51 %).

## Демография
По данным переписи населения 2000 года здесь находились 57 человек, 26 домохозяйств и 17 семей. Плотность населения —  0,5 чел./км². На территории тауншипа расположено 42 постройки со средней плотностью 0,4 построек на один квадратный километр. Расовый состав населения: 98,25 % белых и 1,75 % приходится на две или более других рас.
Из 26 домохозяйств в 11,5 % воспитывались дети до 18 лет, в 57,7 % проживали супружеские пары, в 3,8 % проживали незамужние женщины и в 34,6 % домохозяйств проживали несемейные люди. 34,6 % домохозяйств состояли из одного человека, при том 7,7 % из — одиноких пожилых людей старше 65 лет. Средний размер домохозяйства — 2,19, а семьи — 2,53 человека.
22,8 % населения — младше 18 лет, 3,5 % — в возрасте от 18 до 24 лет, 14,0 % — от 25 до 44, 26,3 % — от 45 до 64, и 33,3 % — старше 65 лет. Средний возраст — 52 года. На каждые 100 женщин приходилось 111,1 мужчин. На каждые 100 женщин старше 18 приходилось 120,0 мужчин.
Средний годовой доход домохозяйства составлял 21 667 долларов, а средний годовой доход семьи —  25 833 доллара. Средний доход мужчин —  36 250  долларов, в то время как у женщин — 21 250. Доход на душу населения составил 15 153 доллара. За чертой бедности не находилась ни одна семья и 4,4 % всего населения тауншипа.